# Saint-Ouen-le-Houx
Saint-Ouen-le-Houx är en kommun i departementet Calvados i regionen Normandie i norra Frankrike. Kommunen ligger i kantonen Livarot som ligger i arrondissementet Lisieux. År 2018 hade Saint-Ouen-le-Houx 86 invånare.

## Befolkningsutveckling
Antalet invånare i kommunen Saint-Ouen-le-Houx
Referens:INSEE